# NGC 1405
NGC 1405 è una galassia lenticolare vista di taglio e situata nella costellazione dell'Eridano, a una distanza di circa 71 milioni di anni luce dalla nostra Via Lattea.

## Scoperta
La galassia è stata scoperta il 26 dicembre 1885 dall'astronomo statunitense Francis Leavenworth.